# Дуейн Уейд
Дуейн Тайрон Уейд Джуниър (на английски: Dwyane Tyrone Wade, Jr.) е бивш професионален американски баскетболен играч.
Състезавал се е за отборите на Маями Хийт, Чикаго Булс и Кливланд Кавалиърс на позицията атакуващ гард (shooting guard). В Маями Хийт Уейд прекарва повечето от 16-годишната си кариера в Националната баскетболна асоциация.
Уейд е избран пети в Драфта на НБА от Маями Хийт през 2003 година. В третия си сезон с Маями Хийт извежда клуба до неговата първа титла в историята му и е избран за най-полезен играч във финалите на НБА през 2006 година.
Висок е 1,93 см.

## Ранни години
Дуейн Уейд е роден на 17 януари 1982 г. в град Чикаго, щата Илинойс, САЩ. Неговите родители Дуейн и Джолинда Уейд се разделят малко след неговото раждане, след което майката е принудена да се премести в най-южната част на Чикаго, взимайки със себе си и трите си по-големи дъщери – Трейджил, Дейна и Кийша, и новороденото им братче Дуейн Джуниър.
На осемгодишна възраст, животът му тотално се променя, когато изведнъж едната му сестра го качва на автобус до предградията на малкото градче Робинс, щата Илинойз. Трейджил води Дуейн в къщата на баща му, зарязва го там и се прибира в Чикаго. Баща му е вече повторно женен и Дуйен Джуниър постепенно свиква с тамошния начин на живот, дори започва да харесва новия си дом, новото си семейство и новите си приятели.
Тази нова страница от живота на Дуейн Уейд е неговото най-голямо изпитание, откъдето започва и да се заформя самият той като човек. Още тогава среща и Сайвон Фънчс – съпругата му по настоящем, от малки се сприятеляват, без обаче да предполага че някой ден ще се влюби и тя ще стане първата му и единствена сериозна приятелка, а в крайна сметка дори негова жена.
Последният курс на Дуейн в гимназията е най-труден. Въпреки че играе доста прилично, достига 7-о място в гласуването в Илинойз за Мистър Баскетбол, започват домашни проблеми и кавги между баща му и мащехата му. А за да е пълна картината, любимата му Сайвон е далеч, в Източен Илинойз, следвайки първата си година в колеж. Дуейн не може да използва телефона в къщата, в която живее и редките пъти в които успява да се чуе с нея, го прави докато е на гости на нейната майка Дарлийн. От постоянните скандали и бъркотии в дома му, Дуейн внезапно решава да се изнесе и да започне да живее у Дарлийн (майката на приятелката му Сайвон).
Друг внезапен проблем – Дуейн не може да се впише във всичките изисквания, нужно му да е играе баскетбол в колеж. Справя се добре в училище, завършвайки с добра репутация и диплома, но въпреки това по документи не му достига 1 точка, за да се впише в критериите. Това проваля многобройните му планове за новобранец и ограничава избора до минимален или никакъв. Сайвон, Дарлийн и Трейджил са причините за крайния избор за колеж на Дуейн – Маркит.
Като първокурсник в Маркит, Дуейн трябва да засяда стабилно на ученето, за да докаже качества както в баскетбола, така и другите научни предмети. През същата година, той се сгодява за Сайвон, след което лятото Дуейн заминава за Европа да поработи върху играта си, заминавайки за Италия с пътуващия звезден отбор на Бил Ван Гънди, който е бащата на бъдещия му треньор в Маями Хийт – Стан Ван Гънди. Докато е там, получава и обаждане, в което разбира че той ще става баща. Тази съвсем скорошна перспектива да се грижи за детето си, с ограничените си възможности, сякаш е поредното предизвикателство или изпитание, което Дуейн трябва да преодолее. Но изглежда не друго, а точно това дете е музата, която му е била нужна за да го амбицира още повече. Когато накрая получава шанса да влезе да играе с второкурсниците, Дуейн веднага грабва вниманието на публиката, като неговата игра веднага е високо оценена и той носи значими заслуги за отбора. През това време бременността на Сайвон не и пречи и тя не прекъсва учението си, но 4 февруари 2002 г. настъпва мига на раждането на техния син. Малко след раждането те се женят, а тя получва дългоочакваното си прехвърляне в същия колеж – Меркит. Нещата започват да се нареждат, Дуейн постоянно обира почетните награди на AP All American, Conference USA Player of the Year, C-USA Defensive Player of the Year и много други. След доброто му представяне на турнира на NCAA срещу Кентъки, акциите му се качват стремглаво нагоре и същата година избирането му в драфта на НБА е гарантирано.

## Кариера в НБА
Въпреки че му е трудно да напусне колегите си, отбора си, приятелите си и треньорите си, Дуейн решава за да загърби всичко и последната си година в Маркит, като влиза в драфта на НБА и е избран от отбора на Маями Хийт през 2003. Има основен принос към трите шампионски титли на отбора (2006, 2012, 2013).

## Завръщане в Чикаго
Дуейн Уейд се завръща у дома в Чикаго, след като взима „изключително емоционално и тежко“ (по неговите думи) решение. Това се случва на 6 юли 2016 г. /вторник/, след като Уейд напуска Маями Хийт и подписва с Чикаго Булс.
След 13 години с отбора на Маями Хийт Уейд подписва двугодишен договор с отбора на Чикаго булс, който ще му донесе 47 милиона долара.
„Това не беше лесно решение, но чувствам, че направих правилния избор за мен и моето семейство“ – пише Уейд в писмо до медиите.